# Строителна почва
Строителни почви е технически термин, с който се описват различните видове земна основа, включително скалите.
Според вътрешното сцепление строителните почви се класифицират на три основни групи:
- - споени скали с якост до 50 daN/cm²
  - полускали с якост по-малко от 50 daN/cm²
  - неспоени почви (несвързани почви – няма сцепление; свързани – глина; особени – растителни и льосови почви)

Скалите и полускалите се класифицират според геоложкото си разположение (гранит, базалт, варовик, пясъчник и т.н.).
Според зърнометричния си състав несвързаните почви се разделят на:
- - валуни с големина до 70 мм
  - едър чакъл с големина от 70 мм до 20 мм
  - среден чакъл до 20 мм
  - дребен чакъл под 20 мм
  - пясък – едър и ситен

Основни свойства на почвите са плътност, влажност и разбухване. Плътността представлява теглото на единица обем от почвата в естествено състояние. Почвите имат средна плътност от 1200 до 1900 kg/m3. При наличието на чакъл, камъни или скални пластове достига до 2200 kg/m3. Според влажността има сухи почви (не полепват по инструментите), полусухи почви (частично полепват по инструментите), влажни почви (трудоемки при изпълнение на земните работи).